# Muppet Show
Muppet Show je varietní komediální rodinný televizní seriál vytvořený Jimem Hensonem, v němž hrají hlavní roli Muppeti. Je prezentován jako estrádní show s opakujícími se skeči a hudebními čísly prokládanými probíhajícími dějovými liniemi s vtipy odehrávajícími se v zákulisí a v dalších částech studia.
Muppet Show je známá svými unikátně navrženými postavami, burleskním charakterem, groteskou, někdy absurdním a surrealistickým humorem a parodiemi. V jejím kontextu vystupuje žába Kermit (v podání Hensona) jako střed pozornosti a moderátor, který se snaží udržet si kontrolu nad ohromujícími kousky ostatních Muppetů a zároveň uklidnit rotující hostující hvězdy. Jak se Muppet Show stala populární, mnoho celebrit dychtilo vystupovat s Muppety v televizi a v následných filmech.
Henson produkoval dva pilotní díly pro American Broadcasting Company (ABC) v letech 1974 a 1975, ale ani jeden z nich se nestal seriálem. Zatímco ostatní americké stanice Hensonovy návrhy odmítly, britský producent Lew Grade vyjádřil pro projekt nadšení a souhlasil s koprodukcí Muppet Show pro Associated Television (ATV) ve Spojeném království pro jejich mateřskou organizaci ITV. Muppet Show produkovaly společnosti ITC Entertainment a Henson Associates, přičemž pořady byly produkovány a nahrány v ATV Elstree Studios v Borehamwoodu v Hertfordshire.
Seriál měl ve Velké Británii premiéru 5. září 1976 a skončil 23. května 1981. Pět sezón, celkem 120 epizod, bylo vysíláno na ATV a dalších franšízách ITV ve Velké Británii a v USA v letech 1976 až 1981.
Mezi účinkující v průběhu seriálu patřili Jem Henson, Frank Oz (uváděn jako hlavní herec i kreativní konzultant), Jerry Nelson, Richard Hunt, Dave Goelz, Steve Whitmire, Fran Brill, Eren Özker, Louise Gold, Kathryn Mullen, Karen Prell, Brian Muehl, Bob Payne, John Lovelady, Jane Henson, Peter Friedman, Betsy Baytos a tanečník Graham Fletcher. Mnoho z účinkujících také pracovalo na seriálu Sezame, otevři se, jehož postavy se sporadicky objevovaly i v Muppet Show. Scenáristou první série byl Jack Burns, a od druhé série Jerry Juhl. Hudbu složil hudební ředitel ATV Jack Parnell a nahrál ji orchestr ATV.
Práva k seriálu vlastní od doby, kdy byla v roce 2004 odkoupena od společnosti Jim Henson Company, Muppets Studio (divize společnosti The Walt Disney Company).

## Historie
Pořad Sesame, otevři se zviditelnil loutky Jima Hensona již v roce 1969. Henson si však začal uvědomovat, že se stává typickým dětským bavičem. Následně začal vymýšlet program pro dospělejší publikum. Pro televizi ABC byly natočeny dva televizní speciály, Muppets Valentine Show (1974) a Muppet Show: Sex and Violence (1975), které jsou považovány za pilotní díly Muppet Show. Ani jeden z nich nebyl objednán do seriálu. Pak bylo přijato pravidlo o přístupu v hlavním vysílacím čase, které přesunulo čas od 19:30 do 20:00 ET z televizních sítí na jejich přidružené stanice. Televize CBS se začala zajímat o Hensonovy návrhy seriálů a vyjádřila záměr vysílat je každý týden na sebou vlastněných a provozovaných stanicích. Podle Hensonova propagačního materiálu se na tom původně podílel George Schlatter.
Lew Grade, majitel britské komerční stanice ATV, znal loutkové televizní programy, protože podepsal různé pořady Gerryho Andersona a zároveň s Hensonem produkoval dva speciály: Julie v Sesame, otevři se a speciál o Herbovi Alpertovi a Tijuana Brass. Grade nabídl Hensonovi smlouvu, která vedla k produkci jeho pořadu v ATV Elstree Studios. ATV, jako součást sítě ITV, měla vysílat pořad do dalších stanic ITV ve Spojeném království a její distribuční divize ITC Entertainment měla na starosti mezinárodní vysílání.
Mezitím se Hensonovi Muppeti objevili v skečích The Land of Gorch během první (1975–76) série amerického komediálního televizního pořadu Saturday Night Live. Ačkoli v Saturday Night Live vydrželi jen jednu sérii kvůli konfliktům se scenáristy a producenty tohoto pořadu, Henson a jeho tým se z účasti na produkci hodně naučili. Získali institucionální znalosti o adaptaci a rychlé tvorbě televizního programu v sedmidenní lhůtě. Henson také získal cenná přátelství s řadou celebrit prostřednictvím své práce v pořadu Saturday Night Live. Henson a jeho tým později mohli tyto dovednosti a vztahy využít v pořadu Muppet Show.
Muppet Show byla poprvé vysílána ve Velké Británii v září 1976 a do prosince seriál sledovalo v neděli večer přibližně 14 milionů diváků. V lednu 1977 seriál koupilo nebo podávalo nabídky více než 100 zemí, což vedlo k prodeji v zahraničí přes 6 milionů liber a do své třetí série v roce 1978 měl týdenní celosvětové publikum 235 milionů diváků.